# Torsburg
Die Torsburg (schwedisch Torsburgen) bei Kräklingbo auf der schwedischen Insel Gotland ist mit ca. 1,2 km² Innenfläche eine der größten vorgeschichtlichen Wallburgen (schwedisch fornborg) in Skandinavien. Ihr größtenteils durch natürliche Steilhänge gebildeter Umfang beträgt fast fünf Kilometer. Die ergänzend errichteten Wall- bzw. Mauerstücke sind insgesamt fast zwei Kilometer lang.

## Die Burganlage
Die Burg ist nach dem germanischen Gott Thor benannt, dem sie nach volkstümlicher Erzählung gehören soll.
Das natürliche Kalksteinplateau, das den Burgberg bildet, entstand vor etwa 12.000 Jahren, als die Eisdecke über Skandinavien zu schmelzen begann und  das Baltische Meer entstand. Durch dessen verschieden hohe Wasserstände entstand ein Strandwall, der heute noch im südlichen Teil der Torsburg besteht. Auf diesem wurde die Mauer errichtet. Im nordwestlichen Teil der Burg gibt es mehrere Höhlen (Linnés grotta, Stuxbergs grotta) von denen die etwa 12,0 m breite und 16,0 m lange „Burglädu“ die größte ist. Es gibt sechs Durchlässe im Wall, auf Gutnisch luke genannt (schwedisch lucka) genannt, jede mit einem eigenen Namen:
- Tjängvide luke
- Hajdeby luke
- Glose luke
- Ardre luke
- Halsgårde luke
- Ala Luke

Die Archäologen hatten zunächst angenommen, dass die Mauer während der Eisenzeit (um 500 n. Chr.) errichtet wurde. 1977 wurde von Johan Engström eine Ausgrabung durchgeführt. Dabei wurde ein Profilschnitt durch die Mauer gelegt, um mittels Holzkohlefunden ihr Alter zu bestimmen und ihre Konstruktion zu studieren. Man ging von einer Trockenmauer aus, die unmittelbar auf dem ehemaligen Strandwall lag. Es zeigte sich aber, dass beträchtliche Mengen Kies aufgebracht worden waren und erst darauf gemauert wurde. Im Inneren traf man auf einen Kern aus gebranntem Kalkstein. Dies konnte Teil der Bautechnik oder die Folge eines Feuers sein. Per C14-Methode konnte man Teile der Mauer datieren. Die unteren Bereiche wurden im 1. Jahrhundert n. Chr. errichtet und um 300 n. Chr. erneuert. Die oberen Bereiche stammen aus dem 9. Jahrhundert. Auf der Mauerkrone stand wahrscheinlich eine hölzerne Palisade.
Die Mauer wurde somit im 1. bis 4. Jahrhundert angelegt. Dies war in Teilen Europas eine ruhige Zeit, wie sich auch im dänischen Gudme zeigt. In einigen Bereichen des Kontinents begann aber die Völkerwanderung. Da keine Bebauung im Inneren nachgewiesen ist, soll es sich um eine Fluchtburg handeln. Sie war groß genug, um gegebenenfalls die gesamte eisenzeitliche Bevölkerung Gotlands aufnehmen.

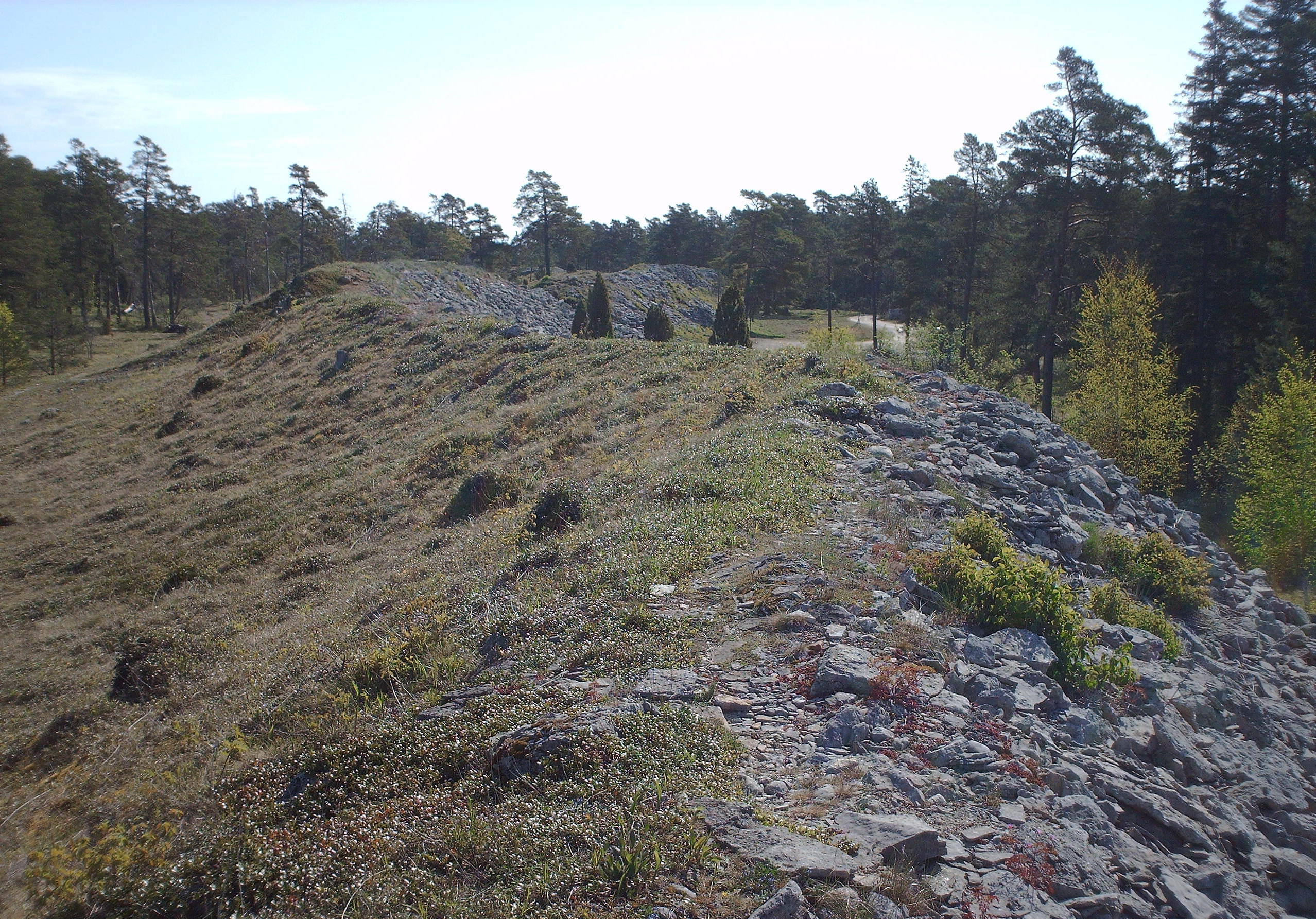
Wall der Torsburg
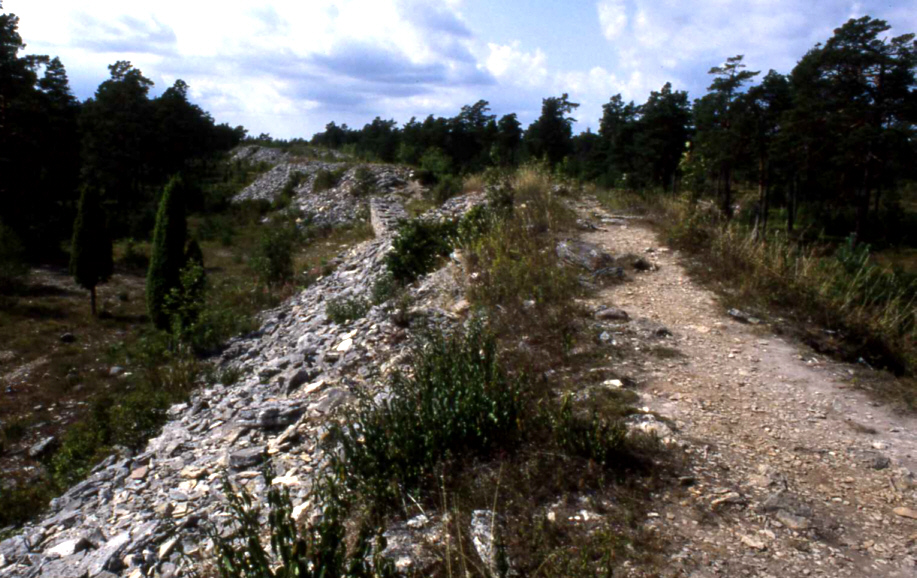
Wall der Torsburg
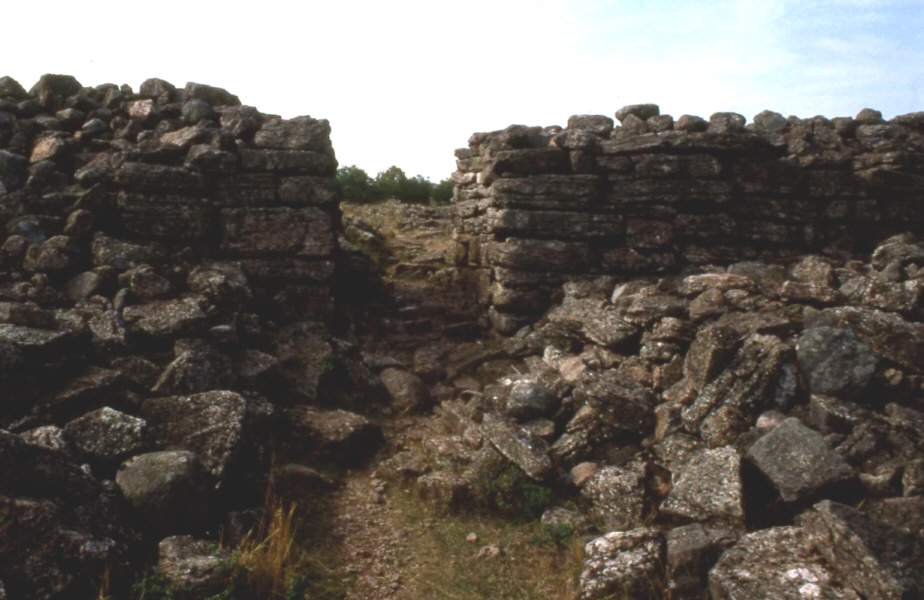
Mauer der Torsburg
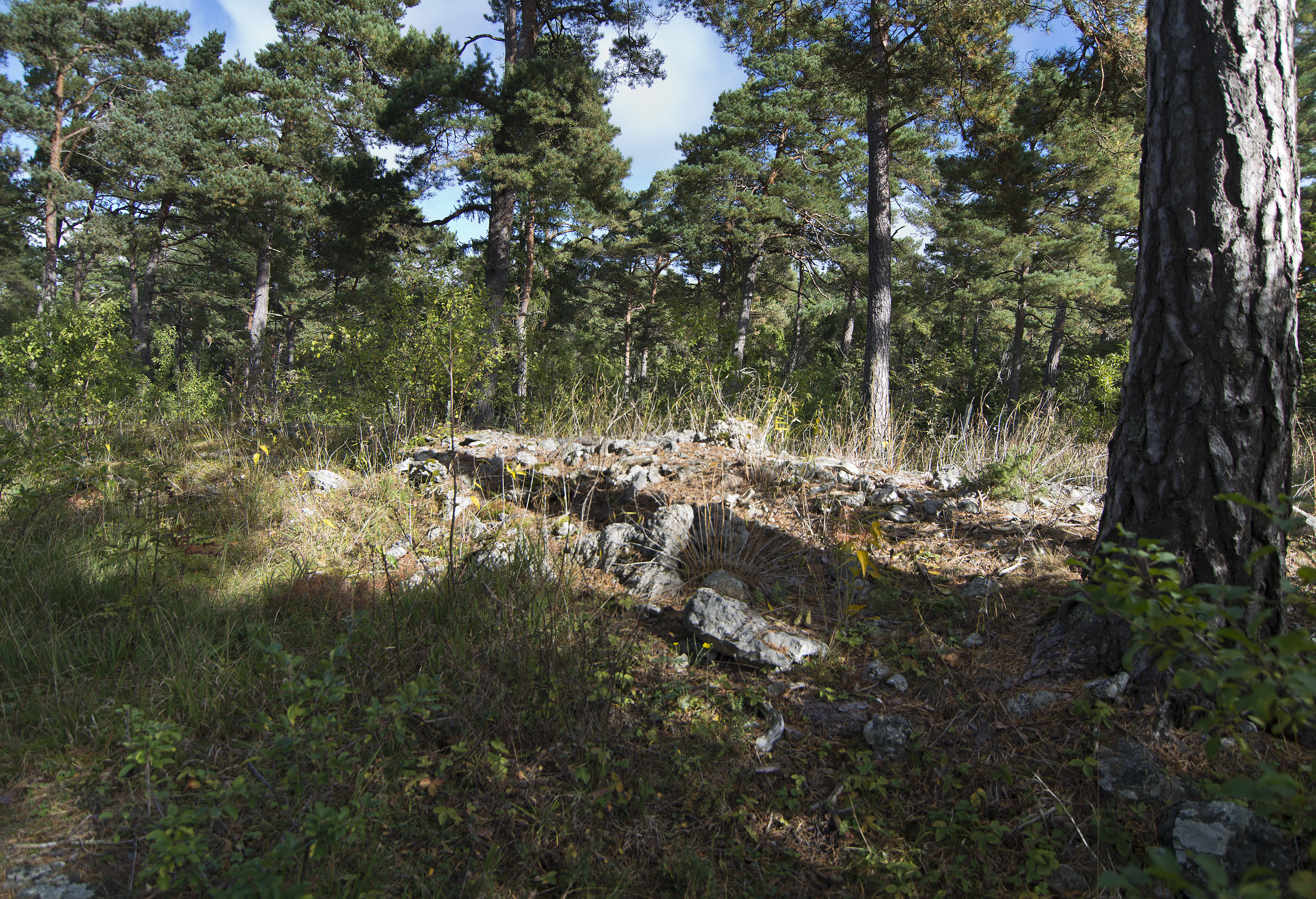
Mauer der Burg Ire
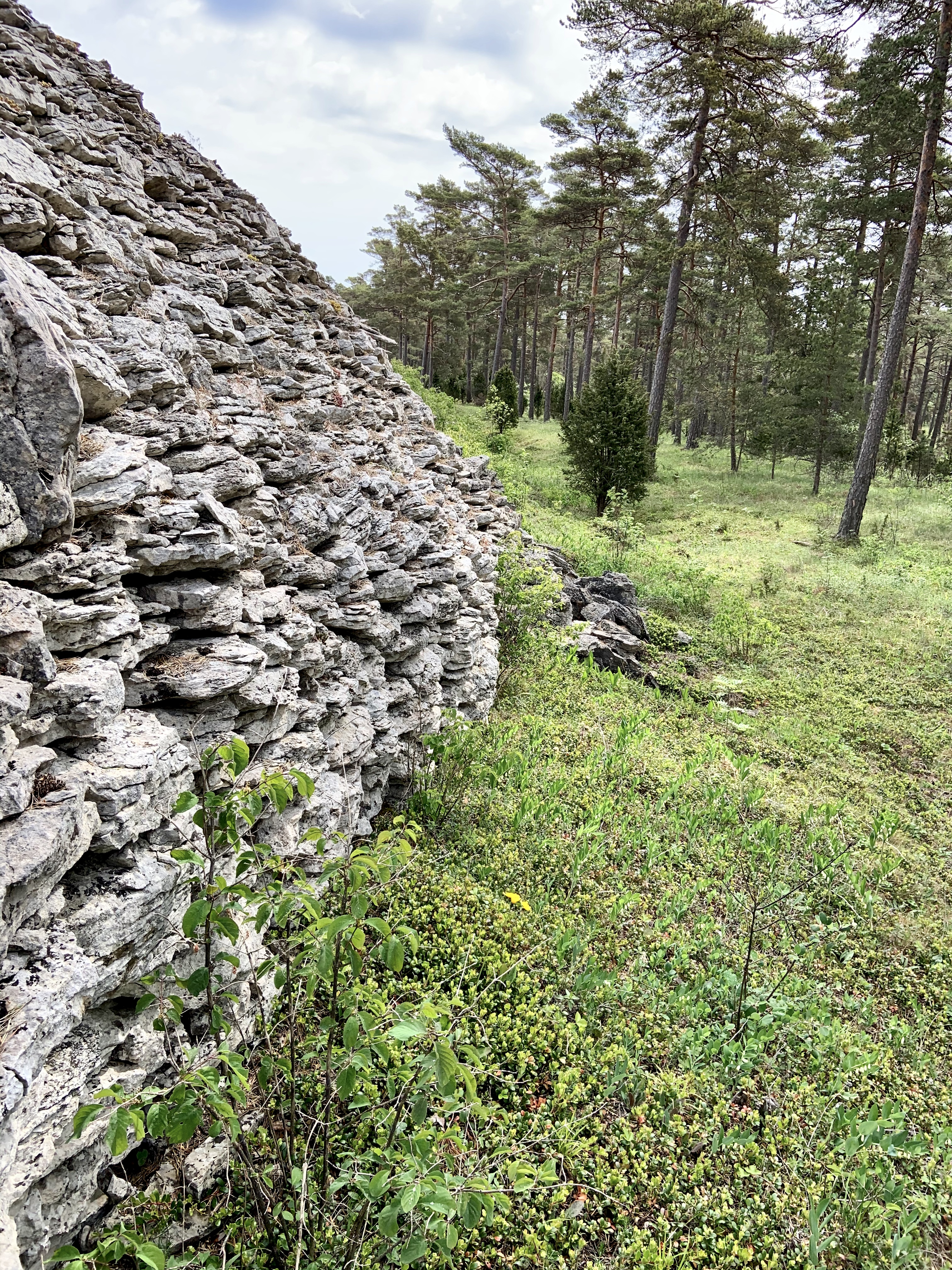
Mauer der Torsburg

## Die Torsburg in der Gotasaga
Die Burg wird in der sogenannten Auswanderungserzählung der Gotensaga oder Getica erwähnt, die der spätantike Historiker Jordanes († vermutlich 552) nach einem älteren Bericht Cassiodors verfasste. Demnach sollte in einer Notperiode jeder dritte Gotländer gezwungen werden, die Insel zu verlassen. Die Betroffenen weigerten sich jedoch und verschanzten sich unter der Leitung von Thor aus dem nahegelegenen Hajdby auf der Torsburg. Sie wurden aber bezwungen und mussten die Burg verlassen. Sie wurden zunächst nach Östergarnsholm und danach auf die estnische Insel Dagö vertrieben, ihre Nachkommen sollen dann während der Völkerwanderung nach Süden gezogen sein.

## Archäologischer Kontext
Vor allem in Süd- und Mittelschweden finden sich über 1000 ähnliche eisen- (200–550 n. Chr.) und vendelzeitliche (550–800 n. Chr.) oder wikingerzeitlich (800–1050 n. Chr.) genutzte Anlagen. Möglicherweise sind einige bereits in der Bronzezeit entstanden.
Die Torsburg ist der drittgrößte Anlage ihrer Art in Skandinavien. Die größte ist Hallebergs fornborg mit etwa 20 km² in Västergötland. Die zweitgrößte auf Gotland ist Grogarnsberget. Etwa 4,0 Quadratkilometern groß ist Lollands Østerborg auf Lolland in Dänemark.
Auf Gotland sind 82 solcher Anlagen bekannt. Dabei wird unterschieden zwischen:
- 44 Flachlandburgen
- 31 Höhenburgen (eine davon die Torsburg)
- 7 Moor- oder Gewässeranlagen

Die meisten haben weniger als 800 m² Innenfläche. Dabei ist für Ostgotland bemerkenswert, dass Altertumsfunde aller Art in der unmittelbaren Umgebung der Burgen ausgesprochen rar sind. Unter den Flachlandanlagen gibt es runde und halbkreisartig an Steilabbrüche oder an die Küste (vergleichbar mit Promontory Forts) angelehnte Anlagen.

## Natur

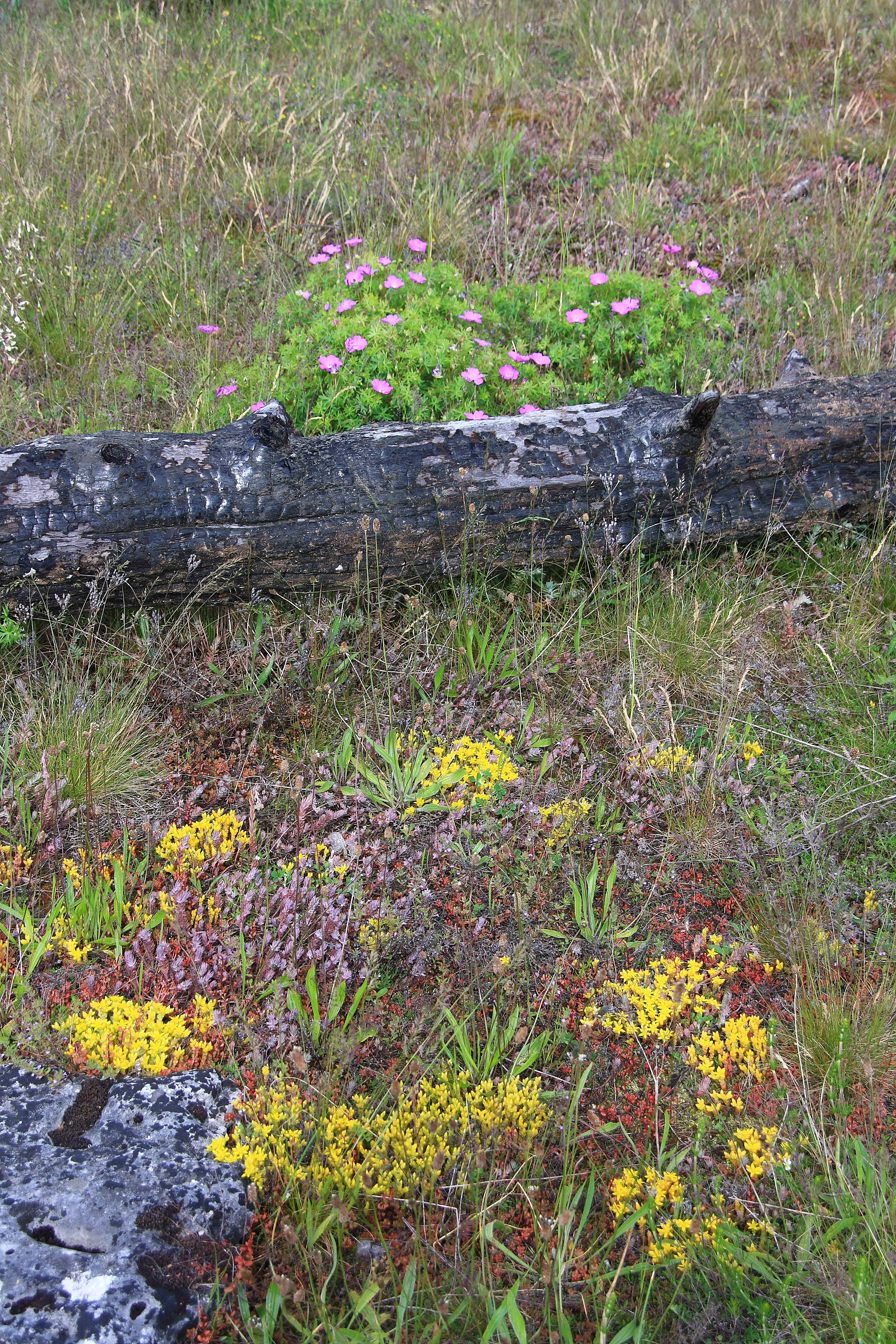
Bodenpflanzen und Spuren des letzten Waldbrandes, Sommer 2010

Die Burgebene besitzt eine spezielle Flora. Carl von Linné war 1741 begeistert, als er sie besuchte und Pflanzen fand, die es sonst in ganz Schweden nicht gibt, weshalb hier ein Naturreservat und Natura 2000-Gebiet eingerichtet wurde.